# Mauser BK-27
O BK 27 é um canhão de 27 milímetros de origem Alemã fabricado pela Mauser. Foi desenvolvido no final da década de 1960 para o programa MRCA (Multi Role Combat Aircraft) que acabou se tornando o Panavia Tornado.

## Desenvolvimento
O BK 27 é um canhão movido a gás que equipa os caças JAS 39 Gripen, Alpha-Jet, Eurofighter Typhoon e o Panavia Tornado. A empresa americana Lockheed Martin chegou a considerar adquirir uma versão licenciada para o caça F-35 Lightning II.
A Rheinmetall também desenvolveu versões navais controladas remotamente, os canhões navais automáticos MN 27 GS e MLG 27, que são instalados em muitos navios da Marinha Alemã. Noventa e nove MLG 27 foram encomendados pela Marinha Alemã até agora. O canhão é uma arma de cano único de alto desempenho, é operada por um sistema totalmente automático acionado eletricamente a gás, a uma taxa seletiva de 1.000 ou 1.700 tiros por minuto (+/- 100 rpm).

## Operadores

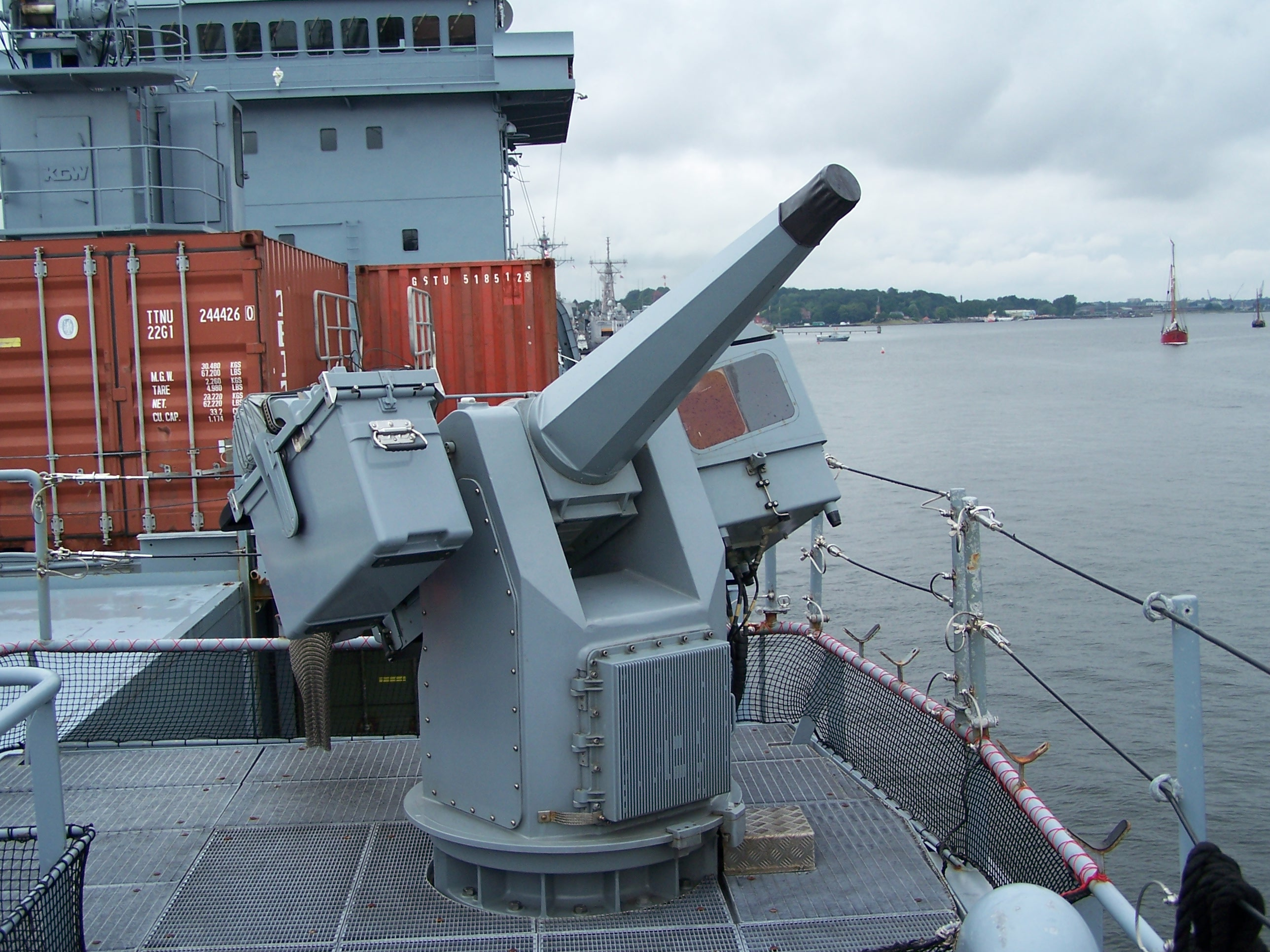
MLG 27 montado a bordo de um navio da Marinha Alemã

### Operadores atuais
Argélia
- Marinha da Argélia[5]

 Áustria
- Força Aérea Austríaca : Eurofighter

 Brasil
- Força Aérea Brasileira : Gripen[6]

 Brunei
- Marinha Real de Brunei

 Camarões
- Força Aérea dos Camarões : Alpha Jet

 Canadá
- Serviços de defesa aérea: Alpha Jet

 Chéquia
- Força Aérea Tcheca : Gripen

 Alemanha
- Força Aérea Alemã : Panavia Tornado, Eurofighter
- Marinha Alemã : MLG 27

 Hungria
- Força Aérea Húngara : Gripen

 Itália
- Força Aérea Italiana : Panavia Tornado, Eurofighter

 Arábia Saudita
- Força Aérea Real Saudita : Panavia Tornado, Eurofighter

 África do Sul
- Força Aérea Sul-Africana : Gripen

 Espanha
- Força Aérea Espanhola : Eurofighter

 Suécia
- Força Aérea Sueca (sob a designação 27 mm canhão automático m/85, 27 mm akan m/85 ): Gripen

 Tailândia
- Força Aérea Real Tailandesa : Alpha Jet, Gripen

 Emirados Árabes Unidos
- Marinha dos Emirados Árabes Unidos

 Reino Unido
- Força Aérea Real : Eurofighter

### Ex-operadores
Portugal
- Força Aérea Portuguesa : Alpha Jet

 Reino Unido
- Força Aérea Real : Panavia Tornado
- QinetiQ : Alpha Jet